# イナバクリエイト
イナバクリエイト株式会社（イナバクリエイト、英文社名：INABA CREATE Co., Ltd.）は、東京都品川区に本社を置く、トランクルーム事業を営む企業。

## 概要
稲葉製作所の100%子会社。イナバボックスのブランドで、イナバ物置を生かしたレンタル収納サービスの展開、パーテーションの販売や活用の展開等を行っている。

## 沿革
- 2015年5月 イナバクリエイト株式会社を設立